# جانين فلوك
جانين فلوك (بالألمانية: Janine Flock)‏ هي عسكري نمساوية، ولدت في 25 يوليو 1989 في Hall in Tirol ‏ في النمسا.

## وصلات خارجية
- الموقع الرسمي
- جانين فلوك على موقع IBSF (الإنجليزية)
- جانين فلوك على موقع اللجنة الأولمبية الدولية (الإنجليزية)
- جانين فلوك على موقع أوليمبيديا (الإنجليزية)